# Richard Hentsch
Richard Hentsch ( Köln, 1869. december 18. – Bukarest, 1918. február 13.) német katona, az első világháborúban szolgált.

## Első világháború
Az első világháborúban összeköttető tiszt volt von Moltke vezérezredes hadseregében. Egyes történészek és kutatók szerint neki tulajdonítható a „marne-i csoda”. Ez volt az az eset, amikor Hentsch meggyőzte az első majd a második hadsereg parancsnokát, hogy Párizs elfoglalása helyett vonuljanak vissza a Marne-on túlra. Ha ezt nem teszi meg, akkor a két előrenyomuló német hadsereg akár elfoglalhatta volna Párizst és a háború a nyugati fronton már 1914 szeptemberében másként is alakulhatott volna. Más történészi vélemények szerint ugyanakkor Hentsch a katasztrófától mentette meg a visszavonulás kieszközölésével a német haderőt, ugyanis az 1. és 2 . német hadsereg között rés támadt, a frontszakaszon 900 000 némettel szemben szemben jelentős túlerő, 1 082 000 francia és brit katona állt. Ha a túlerőben lévő antantcsapatok ellentámadást indítanak az 1. és 2. német hadsereg között támadt résnél, az a német front gyors összeomlásához vezethetett volna, melyet a visszavonulással sikerült elkerülni. 1915. júliusától szeptemberig az osztrák-magyar vezérkarnál teljesített szolgálatot összekötőként. 1916-ban előléptették ezredessé. Hentsch 1918-ban halt meg Bukarestben.